# Pietroasa (Bolotești), Vrancea
Pietroasa este un sat în comuna Bolotești din județul Vrancea, Moldova, România. Se află în Subcarpații de Curbură.